# Myrmarachne giltayi
Myrmarachne giltayi este o specie de păianjeni din genul Myrmarachne, familia Salticidae, descrisă de Roewer, 1965. Conform Catalogue of Life specia Myrmarachne giltayi nu are subspecii cunoscute.